# Hong Kong FA Cup 2024/25
Der Hong Kong FA Cup 2024/25 (chinesisch 年香港足總盃 2024/25) war die 48. Austragung eines Fußballwettbewerbs in Hongkong. Teilnehmer waren die neun Mannschaften der ersten Liga, der Hong Kong Premier League. Der Gewinner des FA Cups qualifizierte sich für die Qualifikations-Play-off-Spiele zur AFC Champions League Two. Titelverteidiger war Eastern AA.

## Termine
| Runde         | Datum                         |
| ------------- | ----------------------------- |
| 1. Runde      | 2. Februar 2025               |
| Viertelfinale | 1. März 2025 2. März 2025     |
| Halbfinale    | 19. April 2025 20. April 2025 |
| Finale        | 31. Mai 2025                  |

## 1. Runde
|                      | Ergebnis  |                   |
| -------------------- | --------- | ----------------- |
| 2. Februar 2025      |           |                   |
| Hong Kong Rangers FC | 2:1 n. V. | North District FC |

## Viertelfinale
|              | Ergebnis  |                          |
| ------------ | --------- | ------------------------ |
| 1. März 2025 |           |                          |
| Kitchee SC   | 2:3 n. V. | Tai Po FC                |
| Lee Man FC   | 1:2       | Hong Kong Rangers FC     |
| 2. März 2025 |           |                          |
| Eastern AA   | 3:1       | Kowloon City District SA |
| Hongkong FC  | 2:0       | Southern District FC     |

## Halbfinale
|                | Ergebnis  |                      |
| -------------- | --------- | -------------------- |
| 19. April 2025 |           |                      |
| Hongkong FC    | 1:4       | Hong Kong Rangers FC |
| 20. April 2025 |           |                      |
| Tai Po FC      | 1:2 n. V. | Eastern AA           |

## Finale
|                      | Ergebnis |            |
| -------------------- | -------- | ---------- |
| 31. Mai 2025         |          |            |
| Hong Kong Rangers FC | 1:3      | Eastern AA |

### Spielstatistik
| Paarung        | Hong Kong Rangers FC – Eastern AA                                                      |
| Ergebnis       | 1:3 (1:0)                                                                              |
| Datum          | 31. Mai 2025 um 15:00 Uhr HKST (9:00 Uhr MESZ)                                         |
| Stadion        | Mong Kok Stadium, Mongkok                                                              |
| Zuschauer      | 3.392                                                                                  |
| Schiedsrichter | Tam Ping Wun                                                                           |
| Tore           | 1:0 Lau Chi Lok (9.) 1:1 Noah Baffoe (80.) 1:2 Noah Baffoe (81.) 1:3 Noah Baffoe (84.) |

## Torschützenliste
| Platz | Spieler       | Mannschaft           | Tore |
| ----- | ------------- | -------------------- | ---- |
| 1.    | Noah Baffoe   | Eastern AA           | 7    |
| 2.    | Chan Siu Kwan | Tai Po FC            | 3    |
| 2.    | Lau Chi Lok   | Hong Kong Rangers FC | 3    |
| 4.    | Léo           | Hongkong FC          | 2    |